# Coloradopad
De coloradopad (Incilius alvarius) is een kikker uit de familie padden (Bufonidae).
De wetenschappelijke naam was lange tijd Bufo alvarius, later Ollotis alvaria. De soort werd voor het eerst wetenschappelijk beschreven door Charles Frédéric Girard in 1859. Oorspronkelijk werd de wetenschappelijke naam Bufo alvarius gebruikt en later werd de soort ingedeeld bij onder andere de geslachten Phrynoidis en Cranopsis.

## Uiterlijke kenmerken
De maximale lichaamslengte varieert van 11 tot 19 centimeter, gemiddeld ongeveer 15 centimeter. Het is hiermee een van de grootste soorten padden in Noord-Amerika. De vrouwtjes worden gemiddeld groter dan de mannetjes. De kleur aan de rugzijde varieert van olijfgroen tot bruin. De kikker is te herkennen aan de grote, enigszins van elkaar afstaande wratten die een afstekende donkere tot oranje kleur hebben. Typische kenmerken zijn de grote, witte wrat aan iedere mondhoek, een blauwgrijs tympanum (trommelvlies) en enkele zeer grote kliercomplexen aan de achterpoten. Juveniele dieren hebben lichte wratten met een donker midden, waardoor de wratten nog meer afsteken.

## Giftigheid
Het gif uitgescheiden door de enorme gifklieren achter de ogen bevat een unieke compositie, vooralsnog is de stof 5-MeO-DMT alleen aangetroffen in het gif van de coloradopad. Vanwege de grote hoeveelheid bufotenine die aanwezig is in het gif kunnen bijvoorbeeld honden en katten overlijden nadat ze deze kikker gebeten hebben. Mensen kunnen na aanraking van de coloradopad hallucinaties krijgen van de stof 5-MeO-DMT, flauwvallen en in grotere hoeveelheden zijn de gevolgen erger. Dit wordt veroorzaakt door de stof bufotenine welke een van de meest potente verbindingen in de huidafscheiding is. Bufotenine is uit de huidafscheiding van de kikker te isoleren. In de afscheiding is ook de verbinding 5-MeO-DMT aanwezig, waarvan de effecten niet verward dienen te worden met die van  DMT. 5-MeO-DMT heeft een aanzienlijk grotere affiniteit voor de subtype serotonine 5-HT1A dan de 5-HT2A receptoren in tegenstelling tot andere psychedelische middelen. Hierdoor heeft 5-MeO-DMT een significant ander effect profiel. De psychoactieve effecten van 5-MeO-DMT kenmerken zich door de afwezigheid van visuele hallucinaties, maar heeft een sterk dissociatief effect. In hogere doseringen kan dit leiden tot een zogeheten 'white out'.   
Deze soort is de belangrijkste 'drug-pad' die weleens wordt ingevoerd om een psychoactieve ervaring te krijgen. Veel mensen denken dat hiervoor de gifklieren gelikt worden, echter is dit gevaarlijk. Het gif moet eerst ontdaan worden van de giftige stof bufotenine. De roes wordt veroorzaakt door de huidafscheiding die de psychoactieve stof 5-MeO-DMT bevat. Het gif van de kikker kan resulteren in hevige misselijkheid, duizeligheid en bij een overdosis tot een coma of tot de dood. Sommige Amerikaanse staten hebben zelfs speciale 'anti-paddenlik'-wetten ingevoerd om de jeugd te behoeden.

## Verspreiding en habitat

Verspreidingsgebied in het groen.

De coloradopad komt voor in delen van Noord-Amerika en leeft in de landen Mexico en de Verenigde Staten. In de VS is de soort echter recentelijk uitgezet of ontsnapt. De kikker is alleen actief na een regenbui, bij droogte verstopt het dier zich tussen de bladeren van struiken en bomen of onder het mos. De habitat bestaat uit vochtige, open gebieden als graslanden, moerassen en bergstreken met eikenbossen, meestal in de buurt van water of een vochtige plek tussen de vegetatie.

## Levenswijze
Ondanks de grootte maakt de pad zachte lokgeluiden, de kwaakblazen zijn niet ontwikkeld. De eitjes worden afgezet in stilstaande, meestal permanente wateren. De eitjes worden in lange, gelatine-achtige strengen gelegd en de kikkervisjes ontwikkelen zich erg snel; een maand na uitkomen kruipen ze al op het land. Wat betreft voedsel is deze soort niet kieskeurig; alles wat in de bek past en beweegt komt in aanmerking. De coloradopad eet voornamelijk insecten en geleedpotigen, maar ook hagedissen, muizen en andere soorten kikkers worden gegeten.